# El llibre dels mèdiums
El llibre dels mèdiums (títol original en francès Le Livre des médiums) és un dels cinc llibres bàsics de l'espiritisme. És el resultat d'un treball de síntesi de Allan Kardec, que va editar i va publicar per primera vegada a París el gener de 1861. Conté una introducció als fenòmens espirituals i un resum detallat sobre els mètodes de comunicació amb el més enllà, identificats en el segle xix. Des del seu llançament, «El llibre dels mèdiums» és constantment reproduït per diversos editors en diversos idiomes.